# Pta
Pta (tudi Ptah) je v staroegipčanski mitologiji stvarnik sveta, zaščitnik umetnikov in rokodelcev ter bog mesta Memfis, južno od sodobnega Kaira, ki je bil precej časa tudi kraljeva rezidenca.
Kljub temu ni imel osrednjega položaja in je običajno stal v drugi vrsti v ozadju glavnih bogov Raja, Ozirisa in Amona. V triadi Memfisa je mož boginje Sekmet in sin Nefertem. Prav tako se šteje za očeta modreca Imhotepa.

## Izvor in simbolizem
Pta je stvarnik bogov na najvišji stopnji: menil je, da je demiurg, ki je obstajal pred vsemi stvarmi in je s svojo popolnostjo ustvaril svet. Sprva je bil zasnovan v mislih in uresničen v besedah: Pta spočne svet z mislimi svojega srca in daje življenje mislim z magičnimi besedami. Kar je Pta ukazal, se je zgodilo s pomočjo katere od sestavin narave, živalstva in rastlinstva, ki so jih vsebovale. Zato igra pomembno vlogo pri ohranjanju sveta in stalnosti kraljeve vloge.
V petindvajseti dinastiji je nubijski faraon Šabaka prepisal na stelo, znano kot Šabakov kamen , star teološki dokument, ki so ga našli v arhivu knjižnice v templju boga v Memfisu. Ta dokument je znan kot Memfiška teologija in prikazuje boga Ptaja, odgovornega za ustvarjanje vesolja z mislijo in besedo.
Pta je bil zavetnik mojstrov, kovinarjev, tesarjev, graditeljev in kiparjev. Od srednjega kraljestva naprej je bil eden od petih glavnih egipčanskih bogov skupaj z Rajem, Izido in Ozirisom Amunom.
Imel je veliko vzdevkov, ki opisujejo njegovo vlogo v starodavni egipčanski religiji in njegovem pomenu v družbi v tistem času: 
- Pta, lep obraz
- Pta, gospodar resnice
- Pta, mojster pravosodja
- Pta, ki posluša molitve
- Pta, mojster ceremonije
- Pta, gospodar večnosti

## Prikazi
Kot veliko božanstev iz starega Egipta je v številnih oblikah, povezanih s katerim od svojih  vidikov ali sinkretizmom starodavnih božanstev v memfiški regiji. Včasih je škrat, gol in iznakažen, katerega priljubljenost je rasla v poznem obdobju. Pogosto je povezan z bogom Besom, njegovo čaščenje je kasneje preseglo meje države in se uveljavilo kar v celotnem vzhodnem Sredozemlju. Zahvaljujoč Feničanom, najdemo podatke o njem v Kartagini.
Pta je bil na splošno oblečen v moškega z zeleno kožo, zavit kot mumija, z božansko brado, v roki drži žezlo, ki združuje tri močne simbole starodavne egipčanske vere:
- vas, žezlo, simbol moči in gospostva
- ank, simbol življenja
- džed, steber, simbol stabilnosti

Kombinacija teh treh simbolov označuje tri ustvarjalne moči Boga.
Od starega kraljestva dalje prevzame podoba Sokarja in Tatenena, starodavnih božanstev v  memfiški regiji. V obliki Sokarja ima belo pregrinjalo, krono Atefa, ki je atribut Ozirisa. V tej vlogi predstavlja boga nekropole v Sakari in drugih znanih krajih, v katerihh, na katerih so bile zgrajene kraljeve piramide. Postopoma se je z Ozirisom preoblikoval v novo božanstvo, imenovano Pta-Sokar-Oziris. Kipci, ki predstavljajo človeške oblike, polčlovek, poljastreb ali pa preprosto sokol, so v grobnicah, ki spremljajo in varujejo mrtve na poti na zahod.
Pta kot Tatenen je mlad in živahen človek s krono z dvema visokima peresoma, ki obkrožata sončni disk. Tako uteleša podzemni ogenj in dvigajočo zemljo. Posebej je cenjen pri kovačih in kovinarjih. So se ga pa tudi bali, ker je povzročal potrese, tresenje zemeljske skorje. V tej obliki je bil Pta mojster ceremonije za praznik Seda, tradicionalno slovesnost faraona za nadaljnjo potrditev vladanja.
Bog Pta se je v amarnnskem  obdobju predstavljal kot bog Ra ali Aton. V svetem od svetih v svojem templju v Memfisu ali v svojem velikem svetem čolnu se je med pomembnimi prazniki v procesiji odpeljal obiskat regijo. Pta je simbolično prikazan tudi kot dve ptici s človeško glavo, ki krasita solarni disk, simbol duše boga Ra, Ba. Dva Baja sta opredeljena kot dvojčka Šu in Tefnut in sta povezana z džedom, stebrom Memfisa.
Pta je tudi utelešenje svetega bika, Apisa. Pogosto je glasnik Raja, sveta žival, povezana z bogom Ra iz Novega kraljestva. Častili so ga celo v Memfisu, templju Ptaja. Po smrti je bil pokopan z vsemi častmi v serapejonu v Sakari.

## Razvoj kulta
Kot bog obrtnikov se je kult boga Ptaja hitro razširil po Egiptu. Pri glavnih kraljevih projektih Starega kraljestva so visoki duhovniki Ptaju predvsem po delu in med njim v soglasju z vezirjem namenili vlogo glavnega arhitekta in mojstra, odgovornega za okrasitev kraljevih grobnih kompleksov.
V Novem kraljestvu so kult boga razvijali na različne načine, predvsem v Memfisu, njegovi domovini, pa tudi v Tebah, kjer so ga delavci kraljevih grobnic častili kot zaščitnika obrtnikov. Zato je oratorij Pta, ki posluša molitve zgrajen blizu kraja Deir el-Medina, vasi, v kateri so prebivali delavci in obrtniki. V Memfisu je imel vlogo priprošnjika pri moških, kar je še posebej vidno po ograji, ki je ščitila svetišče boga. Velika ušesa, vklesana na stenah, simbolizirajo njegovo vlogo kot boga, ki posluša molitve.
Z devetnajsto dinastijo njegov kult raste in postane eden od štirih velikih bogov v Ramzesovem kraljestvu. V mestu Pi-Ramesses je bil čaščen kot mojster ceremonije in kronanja.
S tretjim vmesnim obdobjem se je Pta vrnil v središče kraljestva, v katerem je bilo kronanje faraona spet v njegovem templju. Ptolemejci so nadaljevali to tradicijo in visoki duhovniki Ptaja so bili vedno bolj povezani s kraljevo družino, pri nekaterih celo poročeni s princeso, kar jasno označuje pomembno vlogo, ki so jo odigrali na ptolemajskem dvoru.

## Glavni templji
| Tempelj, posvečen bogu   | Lokacija              |
| ------------------------ | --------------------- |
| Pta                      | Pi-Ramesses           |
| Pta                      | Memfis                |
| Pta, ki posluša molitve  | Memfis                |
| Pta, ki je južno od zidu | Memfis                |
| Pta-Sokar                | Abidos                |
| Pta-Sokar                | Kom el-Hettan (Tebe)  |
| Pta, ki posluša molitve  | Deir el-Medina (Tebe) |
| Pta                      | Karnak (Tebe)         |
| Pta                      | Gerf Hussein (Nubija) |
| Pta, gospodar resnice    | Abu Simbel (Nubija)   |

## Galerija
- Profil boga Ptaja − relief malega templja boginje Hator v Memfisu
- Velikanska triada Ptaja, Ramzesa II., Sekmeta, vrtovi egiptovskega muzeja v Kairu
- Tutankamonov obesek kaže mladega kralja med boginjo Sekmet in bogom Pta, Egipčanski muzej, Kairo
- Kipec Pta-Sokar-Oziris, Louvre
- Votivna stela, posvečena bogu Pta v templju Deir el-Medina. Novo kraljestvo, 20. dinastija, okoli 1150 pr. n. št.